# Проект GNU
Проект GNU (англ. The GNU Project) — проект по разработке свободного программного обеспечения (СПО), является результатом сотрудничества множества отдельных проектов. Проект был запущен известным программистом и сторонником СПО Ричардом Столлманом 27 сентября 1983 года в Массачусетском технологическом институте.
Изначальной целью проекта было «разработать достаточно свободного программного обеспечения <…>, чтобы можно было обойтись без программного обеспечения, которое не является свободным». Чтобы этого достичь, проект в 1984 году приступил к разработке операционной системы GNU (рекурсивный акроним от англ. GNU’s Not UNIX — «GNU — не Unix»). Эта цель была достигнута в 1992 году, когда последний пробел в ОС GNU — ядро системы — был заполнен сторонней разработкой, ядром Linux, которое было выпущено как свободное программное обеспечение в соответствии с лицензией GNU GPL v2.
Текущая работа проекта GNU включает в себя разработку программного обеспечения, повышение осведомлённости, проведение политических кампаний и раздачу новых материалов.

## Истоки проекта
Когда проект только начал своё существование, они…
…имели текстовый редактор Emacs с языком программирования Lisp для написания команд редактора, отладчик исходного кода, yacc-совместимый генератор синтаксических анализаторов и компоновщик.
Оригинальный текст (англ.)had an Emacs text editor with Lisp for writing editor commands, a source level debugger, a yacc-compatible parser generator, and a linkerThe GNU Manifesto
Также у них было базовое ядро, которое требовало большого количества обновлений. После того, как ядро и компилятор были закончены, GNU мог быть использован для разработки программного обеспечения. Основная цель заключалась в том, чтобы написать множество других свободных программ, похожих по функциональности с программным обеспечением ОС Unix. Проект GNU позволял запустить программы Unix, но, вместе с тем, не являлся точной копией данной ОС.

## Манифест GNU
Манифест GNU (англ. The GNU Manifesto) был написан Ричардом Столлманом для того, чтобы получить поддержку и привлечь людей к участию в проекте. Программистам было предложено принять участие в каком-либо аспекте проекта — в том, что их интересовало. Люди могли бы пожертвовать средства, компьютерные компоненты, или даже своё собственное время, чтобы написать код и программы для этого проекта.
В Манифесте GNU Ричард Столлман рассказывает, почему он начал проект, и отвечает на возможные вопросы о проекте GNU, которые могут возникнуть у участников и сторонников проекта. Манифест начинается с объяснения, как и почему проект GNU будет доступен, вместе с ответами на возражения, которые могут возникнуть о возможных последствиях проекта GNU.

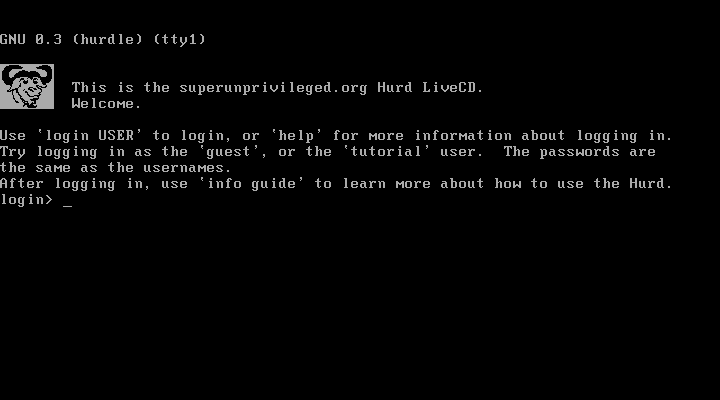
GNU Hurd live CD приветствие

## Интересные факты
- В честь проекта GNU назван астероид — (9965) GNU.